# Spiraalspletig schoorsteentje
Het spiraalspletig schoorsteentje (Anthostomella limitata) is een schimmel behorend tot de familie Xylariaceae. Het komt voor op afgevallen bladeren van zegge (Carex).

## Verspreiding
In Nederland komt het uiterst zeldzaam voor.